# Плетнёв, Кирилл Владимирович
Кири́лл Влади́мирович Плетнёв (род. 30 декабря 1979, Харьков, Украинская ССР, СССР) — российский актёр театра и кино, кинорежиссёр, сценарист, продюсер и монтажёр.

## Биография
Кирилл Плетнёв родился 30 декабря 1979 года в городе Харькове Украинской ССР. Отец — Владимир Плетнёв, инженер-изобретатель. Мать — Тамара Фёдоровна, мастер спорта международного класса по бальным танцам. Через год после рождения Кирилла семья переехала в Ленинград. У него есть младший брат Михаил, архитектор.
С четырёхлетнего возраста начал заниматься спортивными бальными танцами, к которым его приобщила мать. Принимал участие в танцевальных конкурсах, проводящихся в пионерских лагерях, где часто занимал первые места. Впоследствии стал чемпионом Европы по современным танцам.
До девятого класса средней школы учился в детско-юношеской спортивной школе «Смена» футбольного клуба «Зенит», но футбол не любил. Занимался также скалолазанием в школьной туристическом кружке. Среднее общее образование получил в школе с театральным уклоном.
В 1996 году, в возрасте шестнадцати лет, поступил на актёрский факультет Санкт-Петербургской государственной академии театрального искусства (СПбГАТИ) (курс режиссёра Владимира Викторовича Петрова). Вступительные экзамены сдавал на режиссёрский факультет, но члены приёмной комиссии, сославшись на его молодой возраст и недостаток у него жизненного опыта, предложили ему учиться на актёра. После окончания академии в 2000 году показывался в нескольких московских театрах. В итоге, вошёл в труппу Московского драматического театра под руководством Армена Джигарханяна и переехал в Москву.
С 2000 года активно снимается в кино и телесериалах.
Весной 2003 года ушёл из театра Армена Джигарханяна. С этого же года начал работу с театральным режиссёром Ириной Керученко.
В 2009 году в паре с Дарьей Резниковой принял участие в четвёртом сезоне развлекательного телешоу «Танцы со звёздами», где пара заняла шестое место.
В 2014 году окончил факультет кинодраматургии и кинорежиссуры Высших курсов кино и телевидения Всероссийского государственного университета кинематографии имени С. А. Герасимова (ВГИКа) (мастерская Дениса Викторовича Родимина и Владимира Алексеевича Фенченко). Его первая режиссёрская работа — короткометражный художественный фильм «6:23», повествующий об актёре, который получает тяжёлое известие в самый разгар спектакля. Фильм был отмечен наградами фестивалей, в том числе 33-го Международного студенческого фестиваля ВГИК. Дипломная работа режиссёра Плетнёва — короткометражный художественный фильм «Настя» — стала обладателем главного приза студенческого жюри 34-го Международного студенческого фестиваля ВГИК, главного приза конкурса «Кинотавр. Короткий метр» в 2015 году, а также приза в конкурсе короткометражных фильмов Международного фестиваля фильмов о правах человека «Сталкер» 2015 года. Успех фильма «Настя» помог в финансировании третьего короткометражного фильма Кирилла Плетнёва — «Мама».
В 2014 году являлся членом Экспертного совета Второго Всероссийского открытого конкурса сценариев и киноработ «Кинопризыв» в Москве.
В 2017 году выпустил свой дебютный режиссёрский полнометражный фильм — «Жги!». Фильм получил награду фестиваля Кинотавр в категории «Лучшая женская роль». С этого момента Плетнёв снял ещё 5 полных метров, в их числе «Без меня» и «Семь ужинов». В конце мая 2022 года в российский прокат вышла семейная комедия «Мой папа — вождь» с Дмитрием Нагиевым в главной роли. Плетнёв работал над этим проектом как сценарист.

## Личная жизнь
Кирилл Плетнёв был женат на актрисе Лидии Милюзиной (2010—2012). В этом браке 20 апреля 2011 года родился сын Фёдор.
У актёра также есть старший сын Георгий (род. 2007).
Был в браке с актрисой Нино Нинидзе (дочерью Ии Нинидзе). 13 декабря 2015 года у пары родился сын Сандрик (Александр). В 2019 году супруги развелись.

## Творчество

### Фильмография

#### Актёр
- 2000 — Убойная сила 2 (серия № 4 «Дачный сезон») — Дима, парень на пляже
- 2002 — Медвежий поцелуй — Ник
- 2002 — Тайга. Курс выживания — Алексей
- 2004 — Дальнобойщики 2 (шестая серия «Полуторка») — Серёга, чёрный археолог
- 2004 — Дети Арбата — Федька-кооператорщик
- 2004 — Диверсант — Алексей Петрович Бобриков, младший сержант / младший лейтенант / старший лейтенант / капитан
- 2004 — Легенда о Кащее, или В поисках тридесятого царства — Жар
- 2004 — Па — Кирилл
- 2004 — Самара-городок — «Кидала», лже-переводчик
- 2004 — Штрафбат (серии № 1—2) — Дубинин, штрафник
- 2005 — Золотые парни — Гриша Чайка
- 2005 — Солдаты 3 — Денис Анатольевич Нелипа («Берёза»), рядовой (со 2-й серии — младший сержант)
- 2005 — Неслужебное задание 2: Взрыв на рассвете — старший лейтенант Полевой, командир группы
- 2006 — Дурдом (Украина) — Михаил Мишин, старший лейтенант
- 2006 — Бешеные деньги — Слава Нечаев
- 2006 — Своя среди чужих — Слава Нечаев
- 2006 — Чего хочет женщина — Слава Нечаев
- 2006 — Челюсти — Слава Нечаев
- 2006 — Под ливнем пуль — Андрей Бесфамильный, младший лейтенант / лейтенант, командир разведвзвода, бывший беспризорник
- 2006 — Русский перевод — Евгений Андреевич Кондрашов, старший лейтенант милиции, оперативник
- 2006 — С Дона выдачи нет — Виктор, бандит
- 2006 — Секретное оружие — Андрей Бесфамильный
- 2006 — Противостояние — Андрей Бесфамильный
- 2006 — Голландский пассаж — Владимир Валентинович Лосев, сын вора «в законе» Валентина Ивановича Лосева («Сохатого»)
- 2007 — Беглянки — Вася
- 2007 — Девять жизней Нестора Махно — Владислав Данилевский, сын пана Данилевского, брат Винценты
- 2007 — Диверсант 2: Конец войны — Алексей Петрович Бобриков, старший лейтенант / капитан
- 2008 — Адмиралъ — Фролов, мичман
- 2008 — Аэропорт 2 (серия № 14 «Десять процентов») — Антон Столяров, сын художника Васильева
- 2008 — Ваша остановка, мадам! — Роман
- 2008 — Громовы. Дом надежды — Юрий («Йорик»)
- 2008 — Золото Трои — Джонатан Уэшли
- 2008 — Любовь-морковь 2 —  Виктор Павлович Синьков / Виктория Павловна Синькова
- 2008 — Один день — Виктор
- 2009 — Десантура. Никто, кроме нас — Алексей Кудинов, лейтенант / старший лейтенант
- 2009 — Адмиралъ (сериал) — Фролов, мичман
- 2009 — Каникулы строгого режима — Геннадий Петрович Васильков («Артист»), осуждённый
- 2009 — Одну тебя люблю — Сергей Уфимцев, сын Ильи и Клавдии
- 2009 — Поп — Алексей Луготинцев
- 2009 — Правило лабиринта: Плацента — Константин
- 2009 — При загадочных обстоятельствах (Украина) (фильм № 2 «Беспощадная любовь», фильм № 3 «Следующая станция — смерть», фильм № 4 «Кофе по-дьявольски») — Алексей Сирота, старший лейтенант милиции (с фильма № 4 — капитан), сотрудник уголовного розыска
- 2009 — Приказано уничтожить! Операция: «Китайская шкатулка» — Александр Садков, диверсант, радист
- 2009 — Прерванный полёт Гарри Пауэрса (документальный) — Айвазян
- 2010 — Александра — Михаил, геолог, сосед Александры
- 2010 — Вера, Надежда, Любовь — Илья Строев, сын Веры и Виктора
- 2010 — Голоса (серия № 7) — Стас Годеев
- 2010 — Ищу тебя — Артём
- 2010 — Леший. Продолжение истории — Евгений, механик
- 2010 — Рейдер — Александр Пахомов, сотрудник особого отдела НИИ «Микроточмаш»
- 2011 — Варенье из сакуры — техник
- 2011 — Любовь и разлука — Лачо Чубаров, цыган
- 2011 — Пираньи — Максим Нечаев, рыбинспектор
- 2011 — Пыльная работа — Пётр Земцов, оперативник райотдела милиции
- 2012 — Август. Восьмого — танкист, командир головного танка
- 2012 — Второе восстание Спартака — «Марсель», вор «в законе»
- 2012 — Однажды в Ростове — Павел Константинович Карпухин, капитан уголовного розыска
- 2012 — Дорога на остров Пасхи — Павел Аркадьевич Малахов, следователь
- 2013 — Мама-детектив — Максим Васильевич Марецкий, следователь ГУВД Москвы
- 2013 — Роман с кокаином — Василий Буркевиц
- 2013 — Клянёмся защищать — Геннадий Харламов, сержант
- 2013 — Метро — Сергей Назимов, телекорреспондент
- 2014 — Небо падших — Павел Николаевич Шарманов, владелец крупнейшей авиакомпании
- 2014 — Форт Росс: В поисках приключений — Дмитрий Иринархович Завалишин, лейтенант, командир отряда морской пехоты русского флота
- 2014 — Не в парнях счастье — Владимир
- 2014 — Неслучайная встреча — Андрей Колесников («Колёсик»), бывший друг Сергея
- 2014 — Спешите любить — Станислав, бывший муж Аси
- 2014 — Опыт реконструкции — Евгений Александрович Симаков, следователь
- 2014 — Настя (короткометражный) — эпизод
- 2015 — Неподсудные — Александр Николаевич Волков
- 2016 — Любовь с ограничениями — Саня, охранник в медицинском центре
- 2016 — Пятница — Максим
- 2016 — Викинг — Олег Святославич, князь древлянский
- 2016 — Ёлки 5 — Константин
- 2016 — Фейк (короткометражный)
- 2016 — Коллектор — Евгений, охранник фирмы (голос за кадром)
- 2017 — Три дня до весны — Владимир Андреев, офицер НКВД
- 2017 — Безопасность — Кирилл Павлович Копейкин, капитан полиции, старший оперуполномоченный
- 2017 — Мешок без дна — разбойник
- 2017 — Доктор Рихтер — Олег
- 2018 — Без меня — Ваня
- 2019 — А. Л. Ж. И. Р. — Макар Глотов, начальник охраны лагеря
- 2019 — Московский романс — Григорий Иванович Камчатов, съёмщик комнаты в квартире в жилом доме на Котельнической набережной
- 2019 — 2020 — Кухня. Война за отель — Роман Валерьевич Афанасьев, известный режиссёр
- 2020 — В тылу врага / Enemy Lines — Бондаренко
- 2020 — Диверсант. Крым — старший лейтенант Алексей Петрович Бобриков
- 2022 — Диверсант. Идеальный штурм — капитан Алексей Петрович Бобриков
- 2022 — Чужой — Владимир Орлов
- 2022 — Оффлайн — бармен
- 2023 — Открытый брак — Князев
- 2023 — Хозяин — Никита

#### Режиссёр
- 2012 — «Происшествие» (короткометражный)
- 2012 — «Собака и сердце» (короткометражный)
- 2013 — «6:23» (короткометражный)
- 2015 — «Настя» (короткометражный)
- 2016 — «Мама» (короткометражный)
- 2017 — «Жги!»
- 2018 — «Мама навсегда»
- 2018 — «Без меня»
- 2018 — «Семь ужинов»
- 2022 — «Оффлайн»
- 2023 — «Севастополь 1942» (заморожен)

#### Сценарист
- 2011 — «Иван и Толян»
- 2013 — «6:23» (короткометражный)
- 2015 — «Настя» (короткометражный)
- 2016 — «Мама» (короткометражный)
- 2017 — «Жги!»
- 2022 — «Мой папа — вождь»

#### Продюсер
- 2012 — «Происшествие» (исполнительный продюсер; короткометражный)
- 2015 — «Настя» (исполнительный продюсер; короткометражный)
- 2016 — «Мама» (короткометражный)
- 2017 — «Жги!»

#### Монтажёр
- 2012 — «Происшествие»
- 2015 — «Настя»

### Роли в театре
- 2000 — «Ревизор» — Бобчинский-Добчинский (Московский драматический театр под руководством Армена Джигарханяна)
- 2000 — «Сказки Учёного Кота» — Кот Учёный (Московский драматический театр под руководством Армена Джигарханяна)
- 2001 — Безумный день, или Женитьба Фигаро — Фигаро (Московский драматический театр под руководством Армена Джигарханяна)
- 2001 — «Закрой глазки — расскажу тебе сказки» — Фома (Московский драматический театр под руководством Армена Джигарханяна)
- 2004 — «Фантомные боли» — Дмитрий (Школа-студия МХАТ и Театр.doc)
- 2005 — «Гедда Габлер» — Эйлерт Левборг (Школа-студия МХАТ и Центр имени Вс. Мейерхольда)
- 2007 — «Я — пулемётчик» — парень 20—30 лет (Центр драматургии и режиссуры п/р А. Казанцева и М. Рощина)
- 2011 — «Преступление и наказание» Ф. М. Достоевского, режиссёр Лев Эренбург — Родион Романович Раскольников (МХТ им. Чехова)

## Награды и номинации

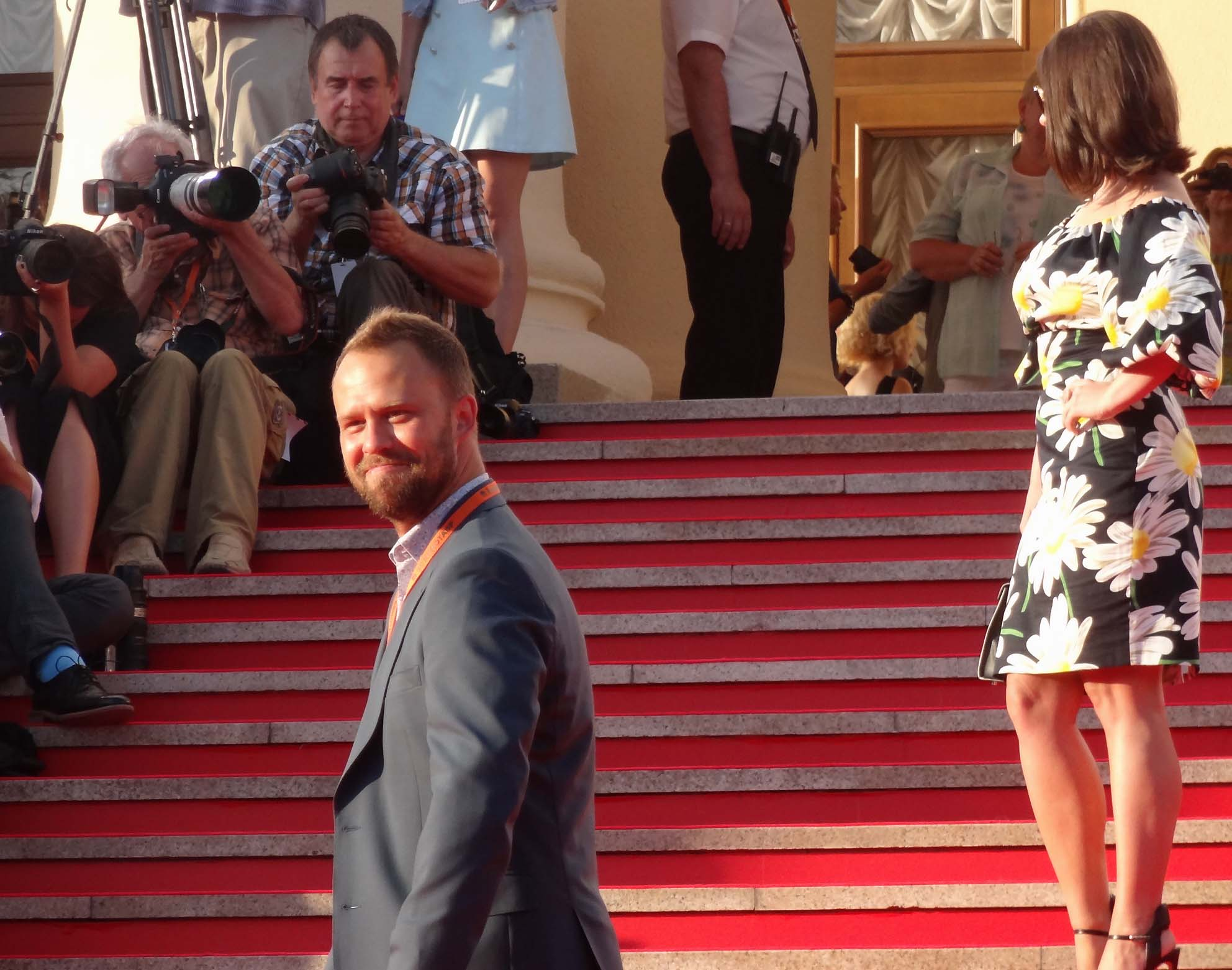
Кирилл Плетнёв на кинофестивале «Кинотавр» в Сочи, 17 июня 2015 года.

- 2001 — номинация на премию «Московские дебюты» за лучшую мужскую роль («Безумный день, или Женитьба Фигаро»)
- 2005 — приз за лучшую мужскую роль фестиваля «Новая драма» («Фантомные боли»)
- 2006 — приз «Золотой меч» за лучшую мужскую роль IV Международного фестиваля военного кино им. Ю. Н. Озерова (х/ф «Противостояние»)
- 2007 — премия газеты «Московский комсомолец» за лучшую мужскую роль в категории «Начинающие» («Я — пулемётчик»)
- 2007 — премия «Чайка
» (номинация «Прорыв») за роль в спектакле «Я — пулемётчик»
- 2014 — фестиваль студенческого кино «Святая Анна» — специальный приз «Фильм Про» и программы «Индустрия кино» («6:23»)[5]
- 2014 — XV Международный телекинофорум «Вместе» (Ялта) — приз за лучший дебют («6:23»)[14]
- 2015 — кинофестиваль «Кинотавр» — Главный приз конкурса «Кинотавр. Короткий метр» («Настя»)
- 2015 — кинофестиваль «Сталкер» — приз за лучший короткометражный фильм («Настя»)[7]
- 2017 — премия «Золотой орёл» за лучший короткометражный фильм («Мама»)